# Chrysichthys duttoni
Chrysichthys duttoni es una especie de pez de la familia Claroteidae en el orden de los Siluriformes.

## Morfología
• Los machos pueden llegar alcanzar los 27,3 cm de longitud total.

## Distribución geográfica
Se encuentran en África: cuenca del río Congo.